# Lucas Normandon
Lucas Normandon (* 20. Mai 1988 in Grenoble) ist ein französischer Eishockeytorwart, der seit 2012 bei den Drakkars de Caen in der Ligue Magnus unter Vertrag steht.

## Karriere
Lucas Normandon begann seine Karriere als Eishockeytorwart 2007 bei Grenoble Métropole Hockey 38. In der Saison 2007/08 gab Normandon sein Debüt im professionellen Eishockey, als er fünf Mal für Grenoble in der Ligue Magnus als Ersatz für Stammtorwart Eddy Ferhi zwischen den Pfosten stand. Anschließend gewann er 2008 mit Grenoble als Ersatzgoalie die Coupe de France, die Trophée des Champions, sowie die Coupe de la Ligue. Zur Saison 2009/10 wurde er von den Ducs d’Angers unter Vertrag genommen, für die er in den folgenden drei Jahren auf dem Eis stand. Im Sommer 2012 schloss er sich dem Ligarivalen Drakkars de Caen an.

## Erfolge und Auszeichnungen
- 2008 Coupe de France mit Grenoble Métropole Hockey 38
- 2008 Trophée des Champions mit Grenoble Métropole Hockey 38
- 2009 Coupe de la Ligue mit Grenoble Métropole Hockey 38